# Айхлер, Райнхольд Макс
Рейнхольд Макс Айхлер (нем. Reinhold Max Eichler; 4 марта 1872, Мучен, Саксония — 16 марта 1947, Мюнхен) — немецкий художник, рисовальщик и иллюстратор.

## Биография
Рейнхольд Макс Айхлер родился 4 марта 1872 года в Хубертусбурге, Мучен (Саксония); он был сыном фермера. Первоначально, с 1889 по 1893 год, Эйхлер учился в Дрезденской академии искусств; затем он переехал в Мюнхен и начал обучение в Академии изящных искусств в классе живописи Пауля Хеккера. В 1896 году Айхлер стал сотрудником журналов «Jugend» и «Симплициссимус», для которых он создавал иллюстрации.
В 1899 году Рейнхольд Макс Айхлер вошел в состав ассоциации художников «Scholle», в которую также входили Макс Фельдбауэр, Вальтер Георги, Лео Путц, Фриц Эрлер и другие. С 1903 года Айхлер работал исключительно для журнала «Jugend». В качестве основных мотивов своего творчества Айхлер выбрал, в основном, женскую обнажённую натуру и пейзаж (чаще всего он рисовал регион Баварии в районе Хольцхаузен-ам-Аммерзее), а также — героические (батальные) сцены. В конце жизни он получил звание профессора. Работы Айхлера представлены в музеях и галереях, включая Национальную галерею «Frühling» (Берлин), Городской музей в Ландсберге-на-Лехе, Государственное графическое собрание в Мюнхене и других.